# تشارلي الكسندر
تشارلي الكسندر (بالإنجليزية: Charlie Alexander)‏ هو عازف جاز وعازف بيانو أمريكي، ولد في 29 مايو 1890 في سينسيناتي في الولايات المتحدة، وتوفي في 4 فبراير 1970.

## وصلات خارجية
- تشارلي الكسندر على موقع ميوزك برينز (الإنجليزية)
- تشارلي الكسندر على موقع أول ميوزيك (الإنجليزية)
- تشارلي الكسندر على موقع ديسكوغز (الإنجليزية)